# Заводське (Троїцький район)
Заводське́ (рос. Заводское) — село у складі Троїцького району Алтайського краю, Росія. Адміністративний центр Заводської сільської ради.

## Населення
Населення — 1377 осіб (2010; 1789 у 2002).
Національний склад (станом на 2002 рік):
- росіяни — 95 %